# Borboruso
Borboruso è una frazione del comune di Pedivigliano in provincia di Cosenza.

## Geografia fisica

### Territorio
L'abitato di Borboruso sorge su un omonimo altopiano nella media valle del Savuto a 960 m di altitudine sul livello del mare. Il centro urbano si colloca in particolare in una leggera depressione locale ad un'altitudine di 908 metri sul livello del mare.
A nord di Borburuso si incontra il massiccio montuoso della Sila mentre a sud si apre la valle del fiume Savuto con visuale diretta sui centri di Pedivigliano e Scigliano e con sullo sfondo il mar Tirreno. Nelle giornate terse da questa posizione si può scorgere in lontananza il cono vulcanico dello Stromboli.
Il territorio attorno all'abitato di Borburuso è tendenzialmente ondulato e solcato fa fiumi a carattere fortemente irregolare (fiumare). La parte non occupata dall'agricoltura è ricoperta da boschi di latifoglie, castagni e querce in misura prevalente, che in primavera ed in autunno producono diverse varietà di funghi commestibili. La stagione autunnale è anche caratterizzata dalla significativa produzione di castagne.
Pedivigliano, comune di cui Borboruso fa parte assieme a Pittarella e Villanova, dista 6,74 km mentre il più vicino centro di Soveria Mannelli (in provincia di Catanzaro) ne dista 4. Cosenza, capoluogo di provincia, dista 45 km.

### Clima
Il clima di Borboruso è temperato e gradevole per gran parte dell'anno. Le estati sono asciutte ma discretamente ventilate con le massime temperature che si raggiungono nella seconda metà del mese di luglio. Gli inverni sono miti con piogge che si concentrano massimamente tra i mesi di novembre e febbraio. L'altitudine dell'abitato fa sì che spesso si registrino preceipitazioni nevose la cui altezza al suolo non supera mediamente i 20 centimetri. Le stagioni intermedie sono fresche e prive di un carattere climatico dominante.
La maggior parte delle precipitazioni arriva da perturbazioni di origine atlantica, mentre venti da nord, e da est sono tipicamente associati a nevicate in inverno.

## Economia
Come gran parte dei piccoli centri dell'entroterra calabrese, anche Borboruso non presenta attività economiche di rilievo. La maggior parte dei suoi abitanti in età lavorativa trova infatti impiego al di fuori dei confini comunali. Questa situazione è stata, ed in parte è ancora, causa di una massiccia emigrazione verso le regioni dell'Italia settentrionale. L'attività di taglio dei boschi e la lavorazione dei prodotti locali sono le uniche attività in forma di impresa. L'agricoltura è invece prevalentemente svolta per il consumo familiare. Buona produttività ha la coltura della patata, mentre cereali e pomodori offrono risultati più modesti. In frutticultura il clima si presta bene per il melo ed il pero.

## Storia
Il nome Borboruso, che esiste anche nella variante "Borburuso", ha origine incerta. Alcuni lo considerano una derivazione dell'appellativo "barbarossa", mentre per altri è riconducibile alla dominazione dei Borboni nell'Italia meridionale.
Anche la fondazione dell'abitato non ha una datazione certa. Si ritiene però che le prime edificazioni risalgano alla seconda metà dell'Ottocento mentre la costruzione della locale chiesa risale alla fine dello stesso secolo.
Nel secondo dopoguerra Borboruso è stato sede di una forte emigrazione che ha spopolato il centro urbano dimezzandone la popolazione.

## Società

### Tradizioni e folclore
Molto vivi nella tradizione locale sono i riti natalizi. Le principali ricorrenze di questo periodo dell'anno sono attese in piazza dagli abitati che si riuniscono attorno ad improvvisati falò che nel dialetto locale sono detti "focare". Sopravvive anche la tradizionale strina natalizia.
Tipicità gastronomiche legate al natale sono:
- Purpette (polpette di riso impastate con uova)
- Guanti (simili alle chiacchiere)
- Turdilli (dolci immersi nel miele)
- Frittule (frattaglie di maiale)
- Mustazzuoli (Mustazzoli)
- Grispelle (Ciambelle salate fritte in olio)

Il periodo pasquale è invece caratterizzato dalle: 
- "Cuzzupe" (imposto simile al pane con immerse uova sode)

## Feste religiose
La principale festività religiosa in Borboruso è legata alla celebrazione della Madonna di Costantinopoli a cui è dedicata la chiesa del paese e i cui festeggiamenti avvenivano in passato nella seconda domenica di ottobre. Attualmente invece le celebrazioni sono state anticipate alla prima metà di agosto.
La prima domenica di luglio si festeggia invece la Madonna della Salute, mentre il 4 dicembre si celebra Santa Barbara.

## Collegamenti
La principale arteria stradale che serve Borboruso è l'ex Strada statale 19 delle Calabrie a cui l'abitato è variamente collegato da strade provinciali e comunali. Il raccordo con l'autostrada A3, principale arteria regionale, avviene tramite la Strada statale 616 di Pedivigliano che porta fino allo svincolo di Altilia - Grimaldi.
Borboruso non è raggiunto dalla rete ferroviaria. La stazioni più vicine sono situate a Coraci (frazione del comune di Colosimi) e a Soveria Mannelli. Entrambe appartengono alla linea Cosenza - Catanzaro Lido delle Ferrovie della Calabria.
L'aeroporto di riferimento è quello di Lamezia Terme che dista circa 35 km.